# نهر أبو مغيرة
نهر أبو مغيرة نهر قصير يتفرع من الجانب الغربي لشط العرب في قضاء أبو الخصيب في محافظة البصرة جنوب العراق.